# 1.Fußball-Club Schweinfurt 05 2002-2003
Questa voce raccoglie le informazioni riguardanti il 1.Fußball-Club Schweinfurt 05 nelle competizioni ufficiali della stagione 2002-2003.

## Stagione
Nella stagione 2002-2003 il Schweinfurt, allenato da Đurađ Vasić e Hans-Jürgen Boysen, concluse il campionato di Regionalliga sud al 12º posto. In Coppa di Germania il Schweinfurt fu eliminato al primo turno dall'Union Berlino.

## Rosa
| N. |                                 | Ruolo | Calciatore        |
| -- | ------------------------------- | ----- | ----------------- |
| 1  | Germania (bandiera)             | P     | Ralf Scherbaum    |
| 2  | Germania (bandiera)             | D     | Oliver Beer       |
| 3  | Germania (bandiera)             | D     | Sven Löhner       |
| 4  | Germania (bandiera)             | C     | Michael Miedl     |
| 5  | Germania (bandiera)             | D     | Thomas Boden      |
| 6  | Germania (bandiera)             | C     | Steffen Stockmann |
| 8  | Germania (bandiera)             | C     | Roland Stein      |
| 9  | Portogallo (bandiera)           | A     | Mauro Bastos      |
| 10 | Bosnia ed Erzegovina (bandiera) | C     | Almir Delic       |
| 11 | Germania (bandiera)             | C     | Thorsten Seufert  |
| 12 | Croazia (bandiera)              | A     | Stipan Jakic      |
| 13 | Germania (bandiera)             | D     | Volker Grimminger |

| N. |                               | Ruolo | Calciatore             |
| -- | ----------------------------- | ----- | ---------------------- |
| 14 | Germania (bandiera)           | C     | Manfred Kroll          |
| 14 | Germania (bandiera)           | A     | Florian Galuschka      |
| 15 | Germania (bandiera)           | C     | Dietmar Wuttke         |
| 16 | Germania (bandiera)           | C     | Aleksandar Ciric       |
| 17 | Germania (bandiera)           | C     | Daniel Rinbergas       |
| 18 | Serbia (bandiera)             | A     | Veselin Popović        |
| 19 | Macedonia del Nord (bandiera) | D     | Oliver Gorgiev         |
| 20 | Germania (bandiera)           | P     | Manuel Schoppel        |
| 22 | Portogallo (bandiera)         | D     | José Soares            |
| 24 | Nigeria (bandiera)            | A     | Jeffrey-John Nathaniel |
|    | Rep. Centrafricana (bandiera) | D     | Ange Oueifio           |
|    | Germania (bandiera)           | A     | Stipan Jakic           |

## Organigramma societario
Area tecnica
- Allenatore: Hans-Jürgen Boysen
- Allenatore in seconda:
- Preparatore dei portieri:
- Preparatori atletici:
- Analisi video:

## Calciomercato

### Sessione estiva
| Acquisti | Acquisti          | Acquisti          | Acquisti |
| R.       | Nome              | da                | Modalità |
| -------- | ----------------- | ----------------- | -------- |
| C        | Aleksandar Ciric  | ASV Neumarkt      |          |
| D        | Volker Grimminger | Stoccarda II      |          |
| A        | Stipan Jakic      | Wehen Wiesbaden   |          |
| D        | José Soares       | Istres            |          |
| C        | Manfred Kroll     | Greuther Fürth II |          |
| D        | Sven Löhner       | Greuther Fürth II |          |
| A        | Mauro Bastos      | Caldas            |          |
| P        | Manuel Schoppel   | Friburgo          |          |
| C        | Dietmar Wuttke    | Bayern Monaco II  |          |

| Cessioni | Cessioni          | Cessioni                       | Cessioni |
| R.       | Nome              | a                              | Modalità |
| -------- | ----------------- | ------------------------------ | -------- |
| D        | David Bergner     | Sachsen Lipsia                 |          |
| D        | Igor Budiša       | Zalaegerszeg                   |          |
| D        | Dirk Dorbath      | Template:Calcio TSV Gerbrunn   |          |
| D        | Guido Gorges      | Hannover 96                    |          |
| D        | Heiko Gröger      | Bayern Hof                     |          |
| D        | Sven Günther      | Eintracht Francoforte          |          |
| D        | Günter Heberle    | Template:Calcio TSV Crailsheim |          |
| C        | Müjdat Karagöz    | Sandhausen                     |          |
| P        | Axel Keller       | Eintracht Treviri              |          |
| D        | Sven Kresin       | Kickers Stoccarda              |          |
| A        | Ermin Melunovic   | Magonza                        |          |
| D        | Michael Schiele   | Sandhausen                     |          |
| C        | Martin Schneider  | Template:Calcio TSV Gerbrunn   |          |
| D        | Pero Škorić       | Template:Calcio TSV Gerbrunn   |          |
| P        | Marius Todericiu  | Template:Calcio TSV Crailsheim |          |
| A        | Josef Tuma        | Jahn Ratisbona                 |          |
| C        | Dejan Vukadinović | Mogren                         |          |

### Sessione invernale
| Acquisti | Acquisti     | Acquisti    | Acquisti |
| R.       | Nome         | da          | Modalità |
| -------- | ------------ | ----------- | -------- |
| D        | Thomas Boden | Dresdner SC |          |
| D        | Ange Oueifio | Hearts      |          |

| Cessioni | Cessioni             | Cessioni                     | Cessioni |
| R.       | Nome                 | a                            | Modalità |
| -------- | -------------------- | ---------------------------- | -------- |
| A        | Vitus Nagorny        | Augusta                      |          |
| C        | Steffen Rögele       | Template:Calcio TSV Gerbrunn |          |
| C        | Kristian Sprecakovic | Darmstadt                    |          |

## Risultati

### Regionalliga

#### Girone di andata
| Arbitro: | Welz |

|                                           |           |  |
| Jakic 38’ Delic 64’ Popović 69’, 82’, 87’ | Marcatori |  |

| Arbitro: | Trautmann |

|                     |           |             |
| Dzihic 44’ Okic 64’ | Marcatori | 48’ Popović |

| 3 agosto 2002 3ª giornata |  | – turno di riposo |  |  |

| Arbitro: | Reuß |

|                                            |           |  |
| Popović 2’ Nagorny 18’ Beer 45’ Bastos 50’ | Marcatori |  |

| Arbitro: | Wack |

|            |           |             |
| Müller 68’ | Marcatori | 59’ Popović |

| Arbitro: | Lange |

|           |           |                                  |
| Delic 78’ | Marcatori | 11’ Hallé 56’ Örtülü 62’ Oelkuch |

| Arbitro: | Brombacher |

|                             |           |  |
| Nauroth 19’ van Buskirk 32’ | Marcatori |  |

| Arbitro: | Raquet |

|                 |           |                                      |
| Sprecakovic 75’ | Marcatori | 31’ Maier 65’ Costa 90’ (rig.) Seitz |

| Arbitro: | Probst |

|                         |           |           |
| Diakité 49’ Tonello 85’ | Marcatori | 25’ Delic |

| Arbitro: | Schiffner |

|           |           |                      |
| Delic 36’ | Marcatori | 25’ de Wit 89’ Mason |

| Arbitro: | Kristek |

|                     |           |             |
| Braun 22’ Benda 71’ | Marcatori | 76’ Popović |

| Arbitro: | Pickel |

|                            |           |                               |
| Bastos 86’ Sprecakovic 90’ | Marcatori | 57’ (rig.) Copado 74’ Seifert |

| Arbitro: | Dingert |

|             |           |  |
| Teinert 50’ | Marcatori |  |

| Arbitro: | Trautmann |

|  |           |                             |
|  | Marcatori | 9’ Stieglmair 64’ Tölcseres |

| Arbitro: | Iaccarino |

|                 |           |  |
| Mifsud 33’, 89’ | Marcatori |  |

| Arbitro: | Vogler |

|  |           |                          |
|  | Marcatori | 20’ Misimović 90’ Bugera |

| Arbitro: | Karle |

|                                          |           |                                        |
| Nagorny 35’ (aut.) Neticha 62’ Simon 66’ | Marcatori | 10’ Delic 48’ Nagorny 76’, 86’ Popović |

| Arbitro: | Palilla |

|             |           |                  |
| Popović 63’ | Marcatori | 34’, 85’ Zitouni |

| Arbitro: | Polony |

|                           |           |             |
| Schneider 28’ Rogosic 61’ | Marcatori | 10’ Nagorny |

#### Girone di ritorno
| Arbitro: | Sahler |

|  |           |                                                |
|  | Marcatori | 16’ (rig.) Stockmann 61’, 66’ Delic 89’ Bastos |

| Arbitro: | Brombacher |

|                            |           |          |
| Popović 45’, 89’ Delic 57’ | Marcatori | 62’ Bach |

| 7 dicembre 2002 22ª giornata |  | – turno di riposo |  |  |

| Arbitro: | Lange |

|          |           |  |
| Rapp 43’ | Marcatori |  |

| Arbitro: | Greth |

|                    |           |  |
| Popović 79’ (rig.) | Marcatori |  |

| Arbitro: | Kristek |

|                   |           |           |
| Örtülü 88’ (rig.) | Marcatori | 57’ Delic |

| Arbitro: | Probst |

|                                            |           |                                       |
| Popović 71’ (rig.) Delic 83’ Stockmann 86’ | Marcatori | 18’ Custos 27’ Cirba 49’ Bettenstaedt |

| Arbitro: | Raquet |

|                 |           |                            |
| Lakies 51’, 86’ | Marcatori | 55’, 81’ Delic 84’ Popović |

| Arbitro: | Schalk |

|               |           |  |
| Rinbergas 82’ | Marcatori |  |

| Arbitro: | Wagner |

|           |           |                         |
| Nuhic 73’ | Marcatori | 25’ Stockmann 78’ Miedl |

| Arbitro: | Drees |

|             |           |  |
| Popović 66’ | Marcatori |  |

| Arbitro: | Albrecht |

|                |           |           |
| Zimmermann 45’ | Marcatori | 50’ Stein |

| Arbitro: | Karle |

|  |           |                               |
|  | Marcatori | 27’ (aut.) Löhner 60’ Ollhoff |

| Arbitro: | Perl |

|                          |           |           |
| Papić 36’ Stieglmair 43’ | Marcatori | 64’ Boden |

| Arbitro: | Walz |

|            |           |              |
| Oueifio 2’ | Marcatori | 82’ Drescher |

| Arbitro: | Iaccarino |

|                                                |           |                        |
| Feulner 55’ Guerrero 58’ Hasenhüttl 90’ (rig.) | Marcatori | 41’ Löhner 75’ Popović |

| Arbitro: | Maier |

|                           |           |                     |
| Kroll 5’ Popović 30’, 86’ | Marcatori | 13’ Silva 34’ Mehic |

| Arbitro: | Kammerer |

|  |           |                           |
|  | Marcatori | 46’ Gorgiev 75’ Stockmann |

| Arbitro: | Kempter |

|                                          |           |            |
| Popović 50’ (rig.) Stein 63’ Gorgiev 84’ | Marcatori | 76’ Seeber |

### Coppa di Germania
| Arbitro: | Schmidt |

|             |           |                      |
| Popović 85’ | Marcatori | 55’ Fiél 101’ Koilov |

## Statistiche

### Statistiche di squadra
| Competizione      | Punti | In casa | In casa | In casa | In casa | In casa | In casa | In trasferta | In trasferta | In trasferta | In trasferta | In trasferta | In trasferta | Totale | Totale | Totale | Totale | Totale | Totale | DR |
| Competizione      | Punti | G       | V       | N       | P       | Gf      | Gs      | G            | V            | N            | P            | Gf           | Gs           | G      | V      | N      | P      | Gf     | Gs     | DR |
| ----------------- | ----- | ------- | ------- | ------- | ------- | ------- | ------- | ------------ | ------------ | ------------ | ------------ | ------------ | ------------ | ------ | ------ | ------ | ------ | ------ | ------ | -- |
| Regionalliga sud  | 45    | 18      | 8       | 3       | 7       | 31      | 26      | 18           | 5            | 3            | 10           | 25           | 28           | 36     | 13     | 6      | 17     | 56     | 54     | +2 |
| Coppa di Germania | -     | 1       | 0       | 0       | 1       | 1       | 2       | 0            | 0            | 0            | 0            | 0            | 0            | 1      | 0      | 0      | 1      | 1      | 2      | -1 |
| Totale            | 45    | 19      | 8       | 3       | 8       | 32      | 28      | 18           | 5            | 3            | 10           | 25           | 28           | 37     | 13     | 6      | 18     | 57     | 56     | +1 |

### Andamento in campionato
| Giornata  | 1 | 2 | 3  | 4 | 5 | 6  | 7  | 8  | 9  | 10 | 11 | 12 | 13 | 14 | 15 | 16 | 17 | 18 | 19 | 20 | 21 | 22 | 23 | 24 | 25 | 26 | 27 | 28 | 29 | 30 | 31 | 32 | 33 | 34 | 35 | 36 | 37 | 38 |
| --------- | - | - | -- | - | - | -- | -- | -- | -- | -- | -- | -- | -- | -- | -- | -- | -- | -- | -- | -- | -- | -- | -- | -- | -- | -- | -- | -- | -- | -- | -- | -- | -- | -- | -- | -- | -- | -- |
| Luogo     | C | T |    | C | T | C  | T  | C  | T  | C  | T  | C  | T  | C  | T  | C  | T  | C  | T  | T  | C  |    | T  | C  | T  | C  | T  | C  | T  | C  | T  | C  | T  | C  | T  | C  | T  | C  |
| Risultato | V | P |    | V | N | P  | P  | P  | P  | P  | P  | N  | P  | P  | P  | P  | V  | P  | P  | V  | V  |    | P  | V  | N  | N  | V  | V  | V  | V  | N  | P  | P  | N  | P  | V  | V  | V  |
| Posizione | 1 | 5 | 12 | 3 | 5 | 10 | 12 | 15 | 17 | 17 | 17 | 18 | 18 | 18 | 18 | 18 | 18 | 18 | 18 | 18 | 18 | 18 | 18 | 18 | 18 | 18 | 18 | 17 | 14 | 13 | 12 | 15 | 16 | 16 | 17 | 16 | 14 | 12 |

Legenda:

Luogo: C = Casa; T = Trasferta. Risultato: V = Vittoria; N = Pareggio; P = Sconfitta.

### Statistiche dei giocatori
| Giocatore      | Regionalliga sud | Regionalliga sud | Regionalliga sud | Regionalliga sud | Coppa di Germania | Coppa di Germania | Coppa di Germania | Coppa di Germania | Totale   | Totale | Totale      | Totale     |
| Giocatore      | Presenze         | Reti             | Ammonizioni      | Espulsioni       | Presenze          | Reti              | Ammonizioni       | Espulsioni        | Presenze | Reti   | Ammonizioni | Espulsioni |
| -------------- | ---------------- | ---------------- | ---------------- | ---------------- | ----------------- | ----------------- | ----------------- | ----------------- | -------- | ------ | ----------- | ---------- |
| M. Bastos      | 28               | 3                | 0                | 0                | 1                 | 0                 | 0                 | 0                 | 29       | 3      | 0           | 0          |
| O. Beer        | 29               | 1                | 13               | 1                | 0                 | 0                 | 0                 | 0                 | 29       | 1      | 13          | 1          |
| T. Boden       | 15               | 1                | 6                | 0                | 0                 | 0                 | 0                 | 0                 | 15       | 1      | 6           | 0          |
| A. Ciric       | 11               | 0                | 0                | 0                | 0                 | 0                 | 0                 | 0                 | 11       | 0      | 0           | 0          |
| A. Delic       | 27               | 12               | 2                | 0                | 1                 | 0                 | 0                 | 1                 | 28       | 12     | 2           | 1          |
| F. Galuschka   | 1                | 0                | 0                | 0                | 0                 | 0                 | 0                 | 0                 | 1        | 0      | 0           | 0          |
| O. Gorgiev     | 16               | 2                | 0                | 0                | 0                 | 0                 | 0                 | 0                 | 16       | 2      | 0           | 0          |
| V. Grimminger  | 13               | 0                | 2                | 0                | 1                 | 0                 | 0                 | 0                 | 14       | 0      | 2           | 0          |
| S. Jakic       | 0                | 0                | 0                | 0                | 0                 | 0                 | 0                 | 0                 | 0        | 0      | 0           | 0          |
| M. Kroll       | 30               | 1                | 17               | 0                | 1                 | 0                 | 1                 | 0                 | 31       | 1      | 18          | 0          |
| S. Löhner      | 21               | 1                | 3                | 0                | 0                 | 0                 | 0                 | 0                 | 21       | 1      | 3           | 0          |
| M. Miedl       | 31               | 1                | 7                | 1                | 1                 | 0                 | 0                 | 0                 | 32       | 1      | 7           | 1          |
| V. Nagorny     | 20               | 3                | 4                | 0                | 1                 | 0                 | 0                 | 0                 | 21       | 3      | 4           | 0          |
| J. Nathaniel   | 8                | 0                | 2                | 0                | 0                 | 0                 | 0                 | 0                 | 8        | 0      | 2           | 0          |
| A. Oueifio     | 11               | 1                | 1                | 0                | 0                 | 0                 | 0                 | 0                 | 11       | 1      | 1           | 0          |
| V. Popović     | 31               | 20               | 4                | 1                | 1                 | 1                 | 1                 | 0                 | 32       | 21     | 5           | 1          |
| D. Rinbergas   | 16               | 1                | 1                | 0                | 0                 | 0                 | 0                 | 0                 | 16       | 1      | 1           | 0          |
| S. Rögele      | 13               | 0                | 2                | 0                | 1                 | 0                 | 0                 | 0                 | 14       | 0      | 2           | 0          |
| R. Scherbaum   | 33               | 0                | 1                | 0                | 1                 | 0                 | 0                 | 0                 | 34       | 0      | 1           | 0          |
| M. Schoppel    | 4                | 0                | 0                | 0                | 0                 | 0                 | 0                 | 0                 | 4        | 0      | 0           | 0          |
| T. Seufert     | 31               | 0                | 2                | 0                | 0                 | 0                 | 0                 | 0                 | 31       | 0      | 2           | 0          |
| J. Soares      | 13               | 0                | 4                | 0                | 0                 | 0                 | 0                 | 0                 | 13       | 0      | 4           | 0          |
| K. Sprecakovic | 10               | 2                | 2                | 0                | 1                 | 0                 | 0                 | 0                 | 11       | 2      | 2           | 0          |
| R. Stein       | 27               | 2                | 3                | 0                | 1                 | 0                 | 0                 | 0                 | 28       | 2      | 3           | 0          |
| S. Stockmann   | 32               | 4                | 8                | 0                | 1                 | 0                 | 0                 | 0                 | 33       | 4      | 8           | 0          |
| D. Wuttke      | 20               | 0                | 5                | 0                | 1                 | 0                 | 0                 | 0                 | 21       | 0      | 5           | 0          |